# Вулиця Івана Кожедуба (Біла Церква)
Вулиця Івана Кожедуба — вулиця в Білій Церкві.
За протяжністю (6,4 км) є однією з найдовших у Білій Церкві. Названа на честь радянського льотчика-українця Івана Кожедуба.

## Історія
До 2016 року вулиця мала назву вулиця Петра Запорожця на честь уродженця Білої Церкви соціал-демократа Петра Запорожця.

## Об'єкти
Основні будівлі, розташовані по вулиці Івана Кожедуба:
- Білоцерківська міська громадська організація «Українська соціал-демократична молодь» (буд. 39).[2]
- Бібліотека-філіал № 6 (буд. 131).[3]
- ДНЗ № 8 комбінованого типу «Золотий півник» (буд. 165).[4]
- ДНЗ № 27 «Червона шапочка» (буд. 135-Б).[5]
- Загальноосвітня школа I ступеня № 23 (буд. 195).[6]
- Білоцерківське спеціалізове управління інженерного будівництва колективного підприємства «Білоцерківбуд» (буд. 359).[7]
- ВАТ «Білоцерківська ТЕЦ» (буд. 361).[8]
- ТОВ «Валтекс-гума» (буд. 361).[9]
- АЗС «Shell» (буд. 377–377а).[10]

## Галерея

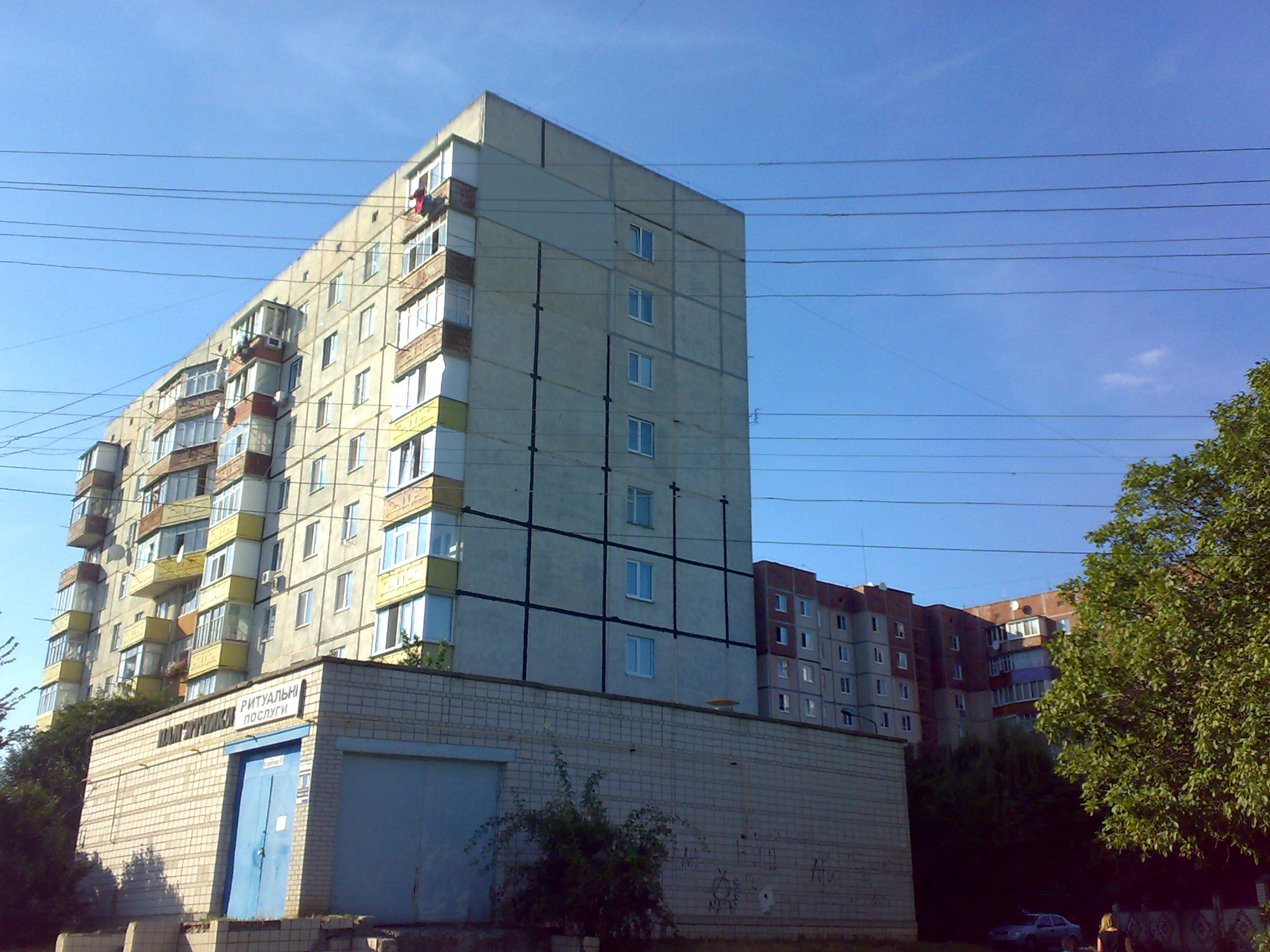
Житлові будинки
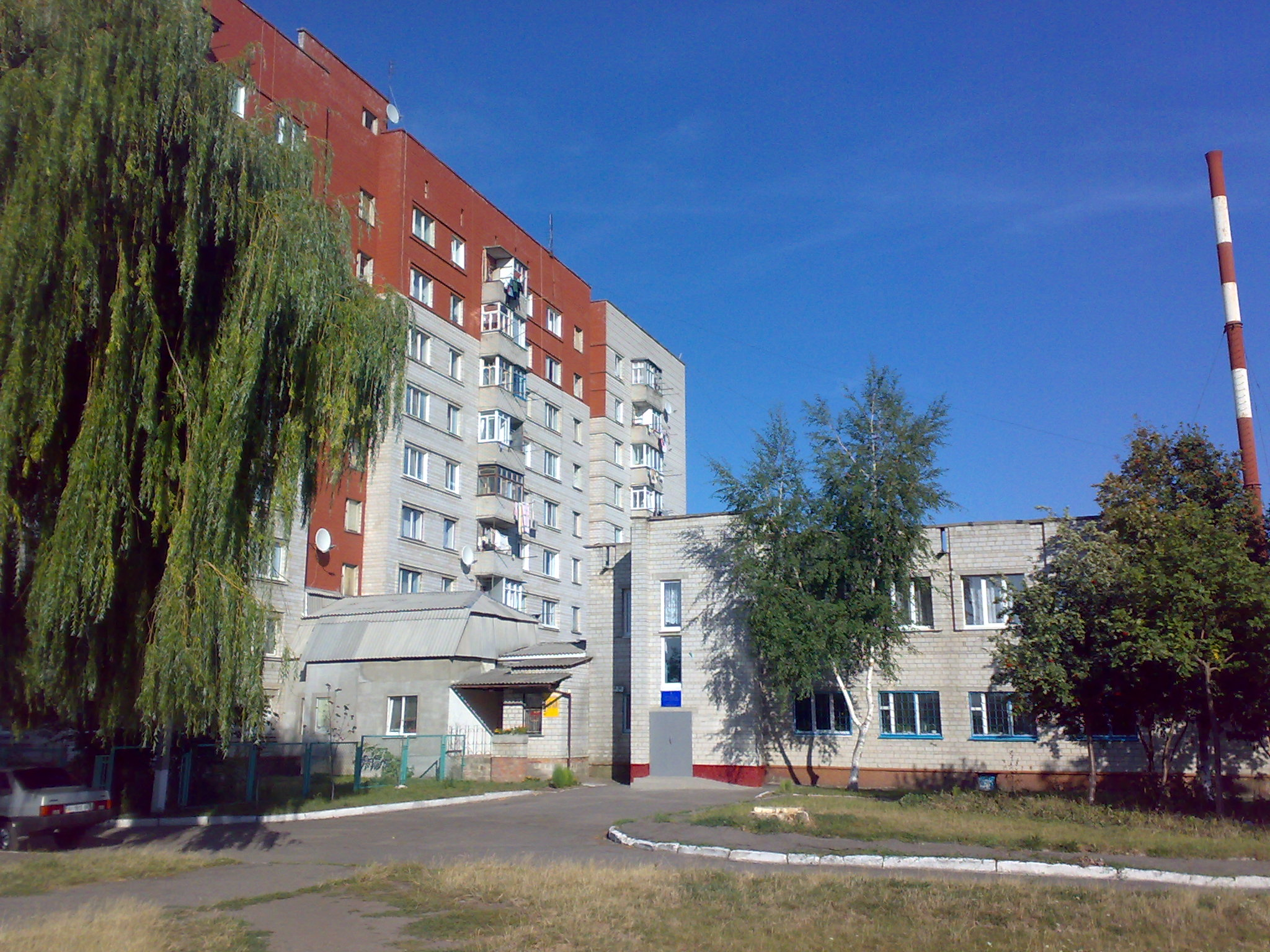
Школа № 23 та будинок № 195
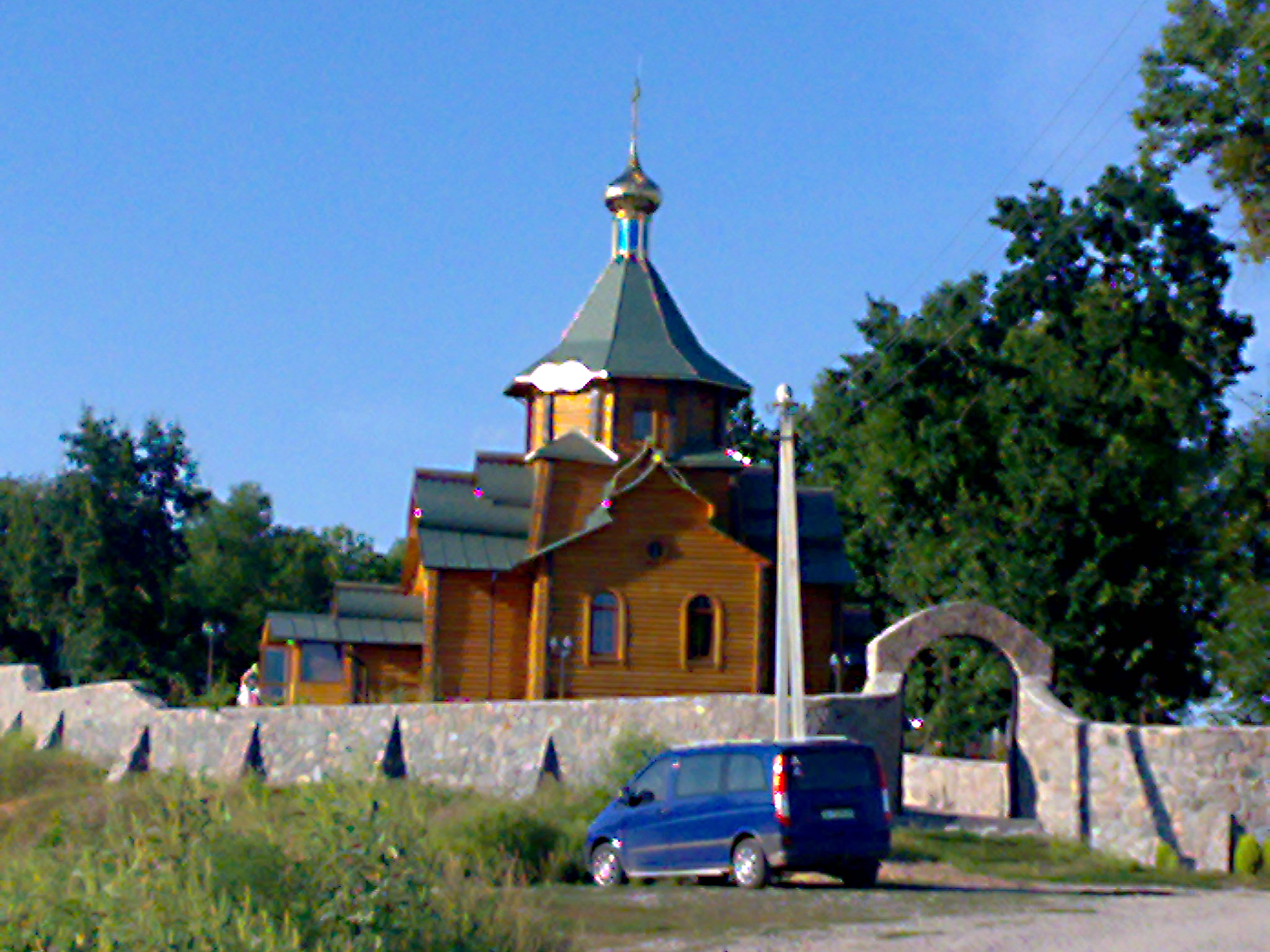
Храм Ксенії Петербурзької
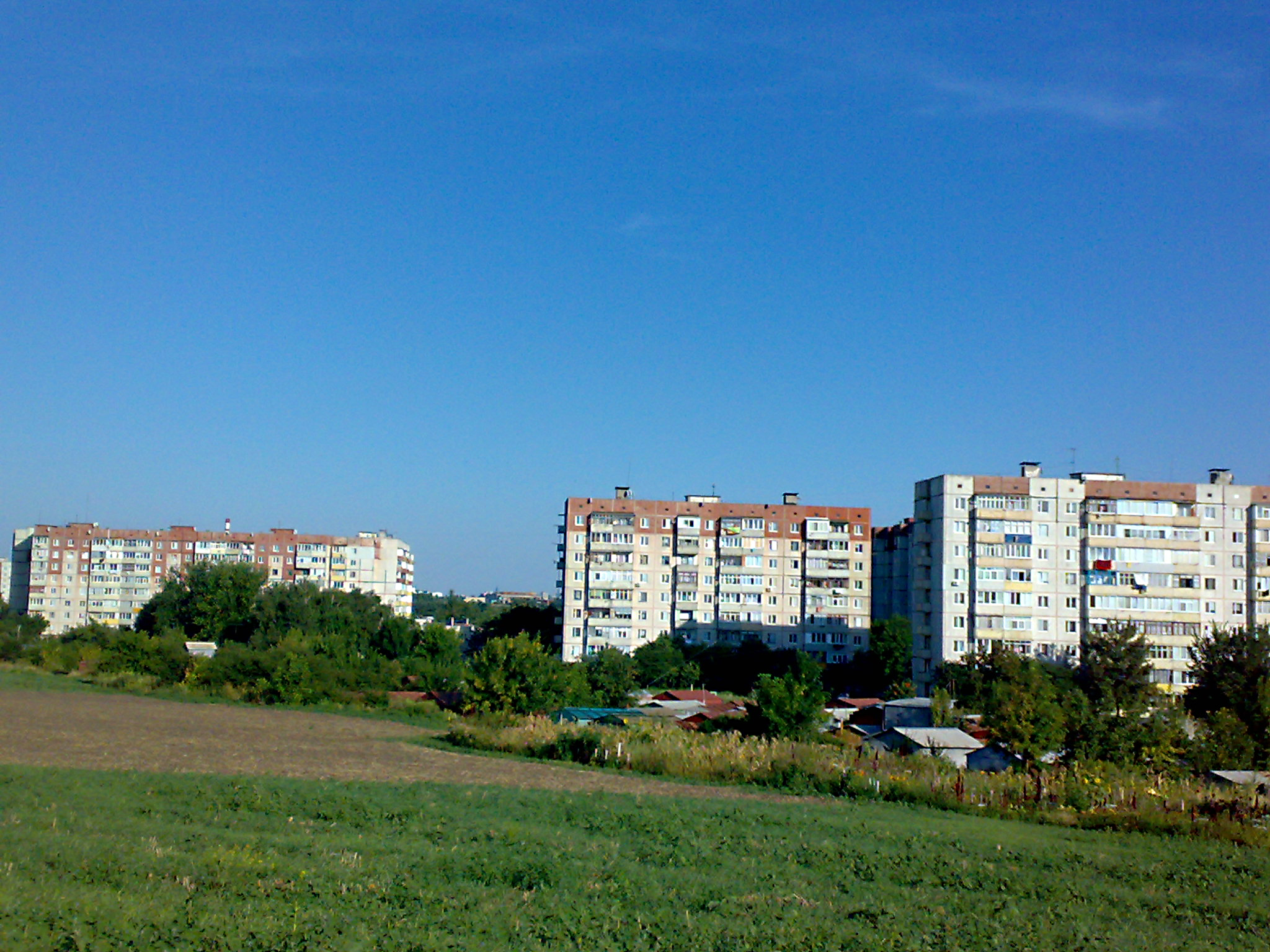
Панорама вулиці Вигляд з боку храму Ксенії Петербурзької